# Guerrer de Moixent

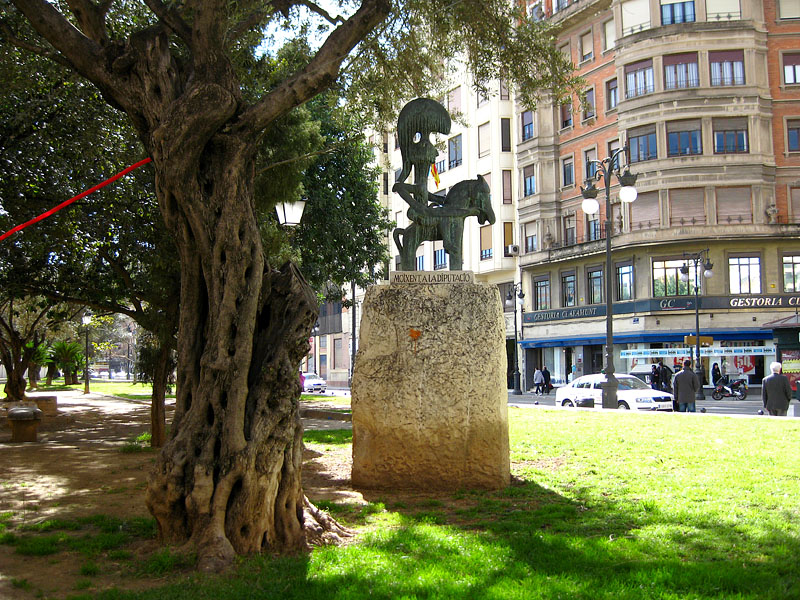
Rèplica del guerrer, al parc de l'Hospital de València.

El Guerrer de Moixent és una xicoteta figura de bronze d'origen ibèric que reprodueix un genet guerrer iber muntat a cavall. Data del segle IV o V aC i fou trobada el 21 de juliol de 1931. Junt amb la dama d'Elx, és una de les troballes més importants de l'època ibèrica al País Valencià.

## Troballa
La figura, la descobrí l'obrer Vicente Espí, al departament 218 del poblat ibèric de la Bastida de les Alcusses, important ciutat de la regió de Contestània ibèrica que alhora fou descoberta l'any 1909, i que se situa al cim del sistema muntanyenc de la serra Grossa, a l'oest del terme municipal de Moixent (Costera). El poblat fou arrasat completament el 330 aC, i des de la seua trobada s'hi han recuperat moltes peces de gran valor arqueològic.
Inicialment, la figura va passar desapercebuda en una excavació que es duia a terme de manera apressurada, i on vint-i-cinc persones excavaven 100 departaments. Pel que fa a la ressonància a dins de la comunitat científica, va ser menor al d'altres troballes de la Bastida de les Alcusses, com el plom amb inscripcions ibèriques que fou la primera troballa significant del jaciment. Amb el temps, el Guerrer esdevindria un símbol del Museu de Prehistòria de València, de la localitat de Moixent i de tot el País Valencià, sobretot arran de les celebracions del 50 aniversari del Servei d'Investigació Prehistòrica en 1977, esdevenint també logotip del Museu.

## Simbolisme
Es creu que es tracta d'un exvot, o siga, una ofrena als déus que es depositava als santuaris o llocs de culte. D'altres l'han interpretada com una escultura funerària que podria servir al difunt en la transició a l'altra vida, o bé com a agraïment pels favors concedits.

## Característiques tècniques
És feta de bronze fos, i fa 7,3 cm d'alçària.

## Ubicació de l'estatueta
Actualment, el guerrer reposa al Museu de Prehistòria de València. Hi ha una còpia a l'Avinguda del Guerrer, a l'entrada del municipi de Moixent, una altra feta per la Diputació Provincial de València al parc de l'Hospital, a València, i una altra a l'entrada del mateix jaciment de la Bastida.